# Cryptopus dissectus
Cryptopus dissectus är en orkidéart som först beskrevs av Jean Marie Bosser, och fick sitt nu gällande namn av Jean Marie Bosser. Cryptopus dissectus ingår i släktet Cryptopus, och familjen orkidéer. Inga underarter finns listade i Catalogue of Life.